# Joseph Bouasse
Joseph Bouasse (n. 1 septembrie 1998, Yaoundé, Provincia Centru, Camerun, Camerun – d. 25 mai 2020, Roma, Italia) a fost un fotbalist camerunez care a jucat la Roma Primavera și LR Vicenza Virtus pe postul de mijlocaș central. Acesta a mai trecut în probe și la echipe din România precum: Sepsi Sfântu Gheorghe, Universitatea Cluj și Gaz Metan Mediaș.

## Meciuri
În cariera sa, Joseph Bouasse a trecut pe la echipa de juniori a celor de la AS Roma pentru care jucat 11 meciuri și la echipa din Serie C LR Vicenza Virtus, unde a prins un singur meci.

## Decesul
Joseph Bouasse a decedat la Roma, Italia, în urma unui atac de cord, la vârsta de 21 de ani.